# Tukjum

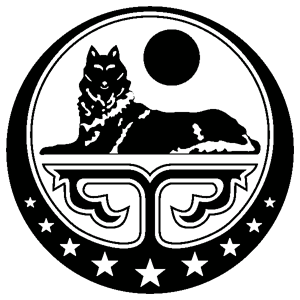
Escudo de la República Chechena de Ichkeria, en el que las nueve estrellas simbolizan los nueve tukjum.

Un tukjum, tukkjum o tujum ("familia") es un sistema económico-militar o político-militar, formado por la unión de varios teip, no unidos por lazos de sangre, sino para la solución conjunta de problemas comunes -para protegerse del ataque de un enemigo o para el intercambio económico. Los tukjums ocupan un territorio específico, que consiste en el espacio en el que habiten los teipes que lo forman y las áreas circundantes en las que desarrollan las actividades económicas (caza, cultivos, ganadería). Cada tukjum habla su propio dialecto del idioma vainaj.

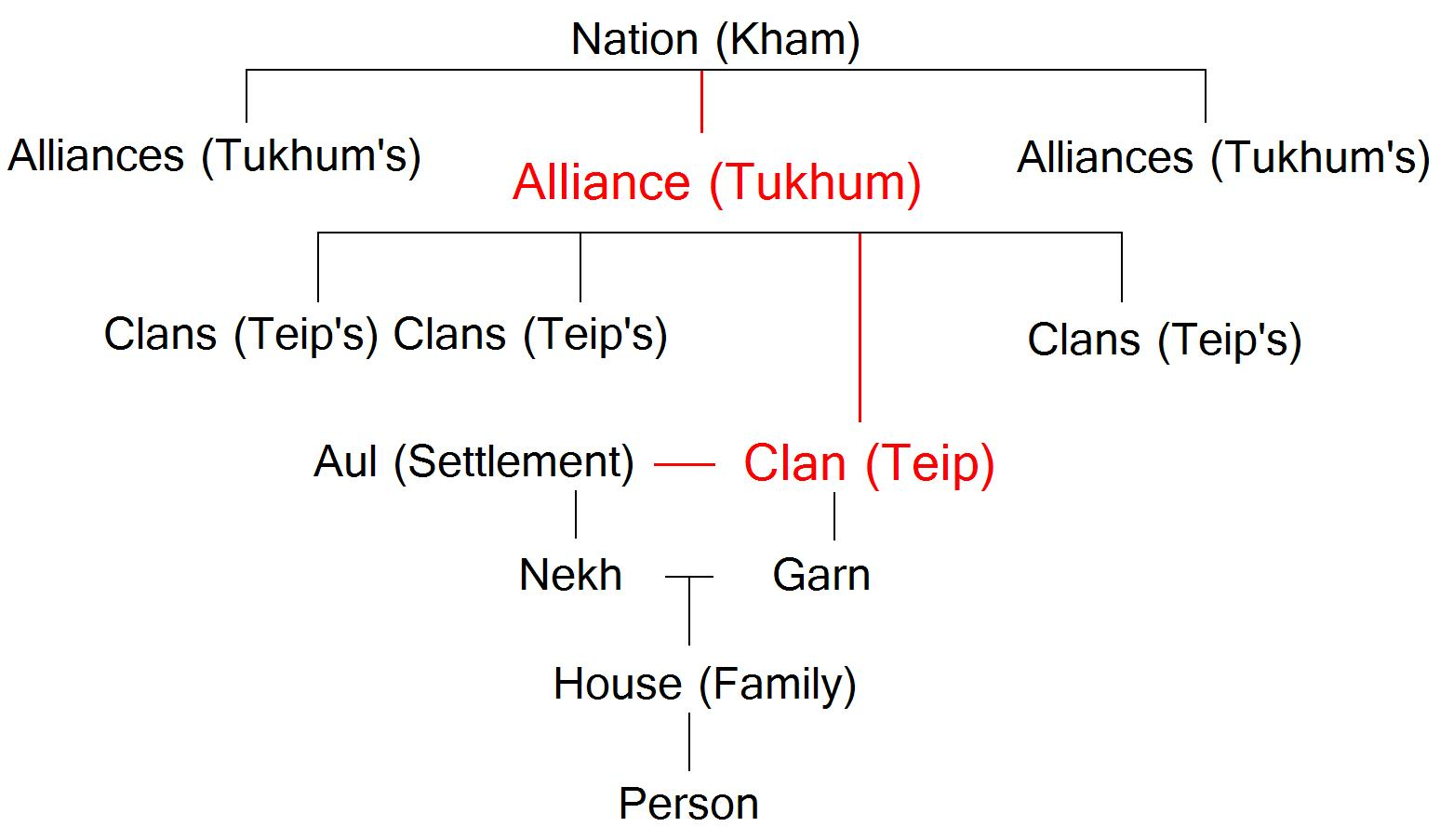
Sistema social vainaj.

- Melji (en checheno: маьлхий; en ruso Мелхий}}, Mialji)
- Nojchmajkajói (en checheno y en ruso: Нохчмахкахой)
- Ovkhói (en checheno: Ӏовхой; en ruso: Ауховцы, овхой)[1]
- Orstjói (en checheno y en ruso: Орстхой)
- Terlói (en checheno: Тӏерлой; en ruso: Терлой)
- Chanti (en checheno: Чӏаьнтий; en ruso: Чантий)
- Chebarlói (en checheno: Чӏеберлой; en ruso: Чебарлой)
- Sharói (en checheno: ШӀорой; en ruso: Шарой)
- Shotói (en checheno: Шуотой; en ruso: Шатой)